# Maison-Roland
Maison-Roland é uma comuna francesa na região administrativa de Altos da França, no departamento de Somme. Estende-se por uma área de 4,91 km². Em 2010 a comuna tinha 106 habitantes (densidade: 21,6 hab./km²).